# Avra Valley
Avra Valley ist ein Census-designated place im Pima County im US-Bundesstaat Arizona. Das U.S. Census Bureau hat bei der Volkszählung 2020 eine Einwohnerzahl von 5.569 ermittelt. Die Stadt hat eine Fläche von 57,2 km². 

## Geographie
Avra Valley liegt an der Interstate 10 nahe Tucson und verfügt mit dem Avra Valley Airport über einen Flughafen. Unweit der Stadt befindet sich der El Trio Gliderport.
Das Ironwood Forest National Monument, ein 76.800 Hektar großer Park, liegt südwestlich.